# Industrie Automobilistiche Novaresi
S.A. Industrie Automobilistiche Novaresi war ein italienischer Hersteller von Automobilen.

## Unternehmensgeschichte
Das Unternehmen aus Cameri begann 1920 mit der Produktion von Automobilen. Der Markenname lautete GL. 1921 endete die Produktion.

## Fahrzeuge
Das einzige Modell 8/10 HP entstand nach einem Patent des Konstrukteurs Landini aus Novara. Der Motor war auf dem rechten Trittbrett angeordnet. Beim Biposto Sport fanden zwei Personen hintereinander Platz. Der Fahrer saß hinten, vergleichbar dem Bédélia. Der Torpedo 4 Posti war ein viersitziger Tourenwagen.